# Marginaljustering
Marginaljustering inom typografin avser den process att sätta text så att textstycket får en jämn och rak höger- och vänstermarginal. Texten sägs då vara marginaljusterad eller utsluten.
För att undvika att texten blir "gluggig", d.v.s. avståndet mellan orden i raderna blir ovanligt stort eller utsträckt och stör därmed läsprocessen, brukas främst avstavning, men också andra typografiska tillvägagångssätt såsom knipning eller spärrning.